# Zine El Abidine Ben Ali
Zine El Abidine Ben Ali (en árabe, زين العابدين بن علي; Susa, 3 de septiembre de 1936 - Yeda, 19 de septiembre de 2019) fue un político, militar y dictador tunecino, presidente de su país desde 1987 hasta 2011, durante más de veintitrés años. Tras haber ejercido el cargo de primer ministro y finalizada su carrera militar, llegó al poder el 7 de noviembre de 1987 cuando depuso al anterior presidente, Habib Burguiba, otro líder tunecino, mediante un golpe de Estado institucional. Entre 1987 y 1989, desmanteló el régimen del Partido Socialista Desturiano impuesto por Burguiba en 1957 y lo reemplazó por el suyo propio, de corte corporativista y neoliberal, creando su partido, la Agrupación Constitucional Democrática, en 1988. Durante las siguientes dos décadas, Ben Ali fue reelegido con porcentajes que superaban el 90% de los votos, en elecciones consideradas fraudulentas por la comunidad internacional. 
Durante su larga presidencia, sobre todo en los últimos años de su dictadura, se cometieron múltiples violaciones a los derechos humanos, frecuentemente silenciadas por la prensa internacional en parte debido a la relación estrecha entre el régimen de Ben Ali y las potencias occidentales, como Francia y los Estados Unidos. Desde 2013, se han emitido denuncias por más de 62 000 incidentes relacionados con torturas y violaciones cometidas durante la dictadura de Ben Ali. Por otro lado, en el plano socioeconómico, su gobierno se caracterizó por un aumento de la pobreza, el desempleo, la corrupción y el atraso. En ese contexto, y en el marco de la crisis económica que afectó al país desde la Gran Recesión de 2008, Ben Ali fue forzado a dimitir por una repentina rebelión popular el 14 de enero de 2011. Su derrocamiento sentó las bases para que se desataran diferentes revoluciones en los países vecinos, la mayoría en situación similar, dando inicio a la Primavera Árabe. Sin embargo, para el presente tiempo, es aparentemente Túnez el único país que ha logrado consolidar una democracia tras el derrocamiento de Ben Ali.
Tras su expulsión del poder, Ben Ali y su familia se exiliaron en Arabia Saudita, en donde residió hasta su muerte, a pesar de haber sido condenado en ausencia por un tribunal tunecino por robo y posesión ilegal de grandes sumas de dinero y joyas. En noviembre de 2016, a través de la oficina de su abogado, Mounir Ben Salha, Ben Ali emitió una declaración reconociendo los «errores, abusos y violaciones» durante su gobierno, produciéndose dicha declaración en medio de los juicios perpetuados por el gobierno tunecino para esclarecer lo ocurrido durante su régimen.

## Biografía

### Primeros años
Ben Ali nació en Susa, el 3 de septiembre de 1936, cuando su país aún era un protectorado francés. Ben Ali estudió ingeniería electrónica, y luego dedicó sus esfuerzos a la carrera militar, integrándose al ejército de Túnez en 1958, recién fundado luego de que el país se independizara de Francia en 1956, y se convirtiera en república en 1957.

### Carrera militar

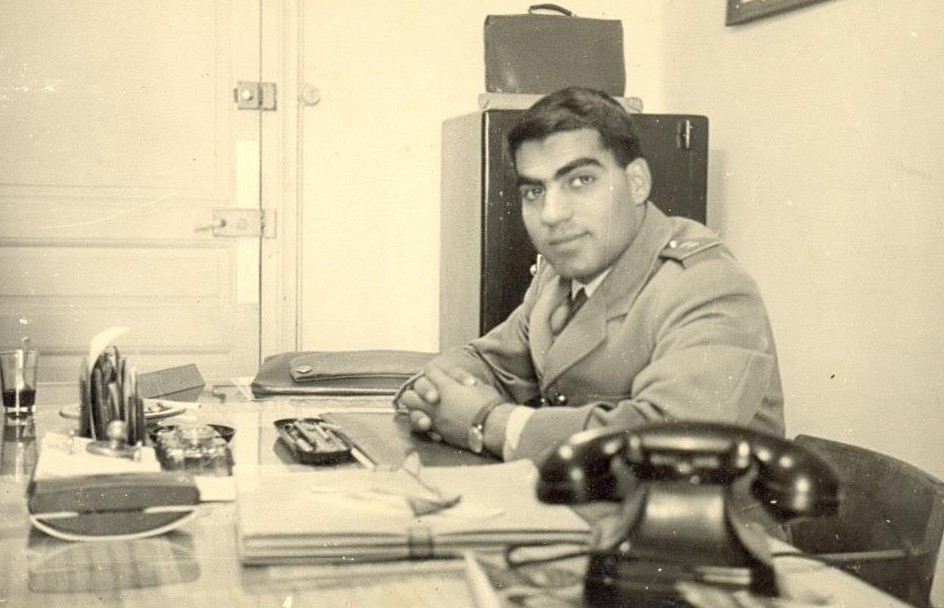
Un joven Ben Ali en 1961, a los veinticinco años.

El joven Ben Ali se formó en la academia militar francesa de Saint-Cyr y, más tarde, en la Senior Intelligence School de Fort Holabird en Estados Unidos, ya como oficial militar de Túnez. Durante el régimen del dictador Habib Burgiba, Ben Ali ingresó en la Dirección General de Seguridad en el año 1964, dedicándose a funciones policiales y de contraespionaje, y organizando la "Dirección de seguridad militar" que dirigiría durante diez años, hasta que en 1974 fue enviado como agregado militar a Marruecos y luego a España. Durante los conflictos de enero de 1978 entre el gobierno de Burguiba y los sindicatos, Ben Alí dirigió las actuaciones militares y policiales del gobierno en la represión, ganándose la confianza del dictador, que le promovió a superiores cargos. De hecho, Ben Alí fue designado como Ministro de Seguridad Pública hasta abril de 1980, cuando fue enviado como embajador a Polonia. Estuvo allí durante cuatro años
De vuelta en Túnez en 1984 para reprimir nuevas manifestaciones contra el régimen, Ben Alí es nombrado nuevamente Ministro de Seguridad Pública en 1985. Finalmente, fue nombrado primer ministro de Habib Burguiba el miércoles 7 de octubre de 1987, alegándose que Ben Alí se perfilaba como el sucesor de Burguiba debido a la avanzada edad y enfermedades del dictador, que ya llevaba exactamente treinta años en el poder para aquel año.

## Presidencia

### Golpe de Estado de 1987
Tan solo un mes después de que Ben Ali se convirtiera en primer ministro, el 7 de noviembre de 1987, los médicos que atendían a Burguiba lo declararon incapacitado para ejercer la presidencia, por lo que en un incruento golpe de Estado, Ben Ali se encargó de deponerlo y asumió el cargo. Desde entonces hasta su derrocamiento, el día de su llegada al poder se celebraba como el "Día de la Nueva Era". Nombres utilizados para referirse al golpe de Ben Ali son "El golpe de estado médico" y la "Revolución Tunecina", siendo el último el preferido de Ben Ali. A pesar de considerarse un golpe de Estado, la transición de poderes fue pacífica y se dio de acuerdo con la constitución tunecina. Por aquel entonces, el país se enfrentaba a una inflación del 10 %, un 46 % de contabilidad de la deuda externa y caída del 21 % del PIB.
En 1999, Fulvio Martini, exjefe del servicio secreto italiano, declaró ante un comité parlamentario que "Entre 1985 y 1987 se organizó una especie de golpe en Túnez, para ponder a Ben Ali como Jefe de estado para reemplazar a Burguiba, el cual quería huir". Aunque Burguiba inicialmente era un símbolo de resistencia anticolonial, se consideró a sí mismo incapaz de dirigir el país por más tiempo, y su reacción al luchar contra el creciente integrismo islámico de la región fue considerada "demasiado enérgica" por Martini. La amenaza de Burguiba de ejecutar a los sospechosos de insurgencia islamista podría haber recibido una respuesta sumamente negativa por los países vecinos. Actuando en conformidad con las directivas de Bettino Craxi, Primer ministro de Italia, y el canciller Giulio Andreotti, Martini afirmó haber negociado con Burguiba la transición pacífica de poderes a Ben Ali.
Posterior a eso, Martini negaría que el servicio secreto italiano tuviera un papel operativo en la llegada de Ben Ali al poder, pero sí organizó un movimiento político para asistir económicamente al nuevo gobierno, a fin de que no tuviera que confrontar directamente a los fundamentalistas y se desatara una insurgencia islamista a gran escala, como ocurrió en Argelia en 1992.

### Cambios constitucionales y reelecciones

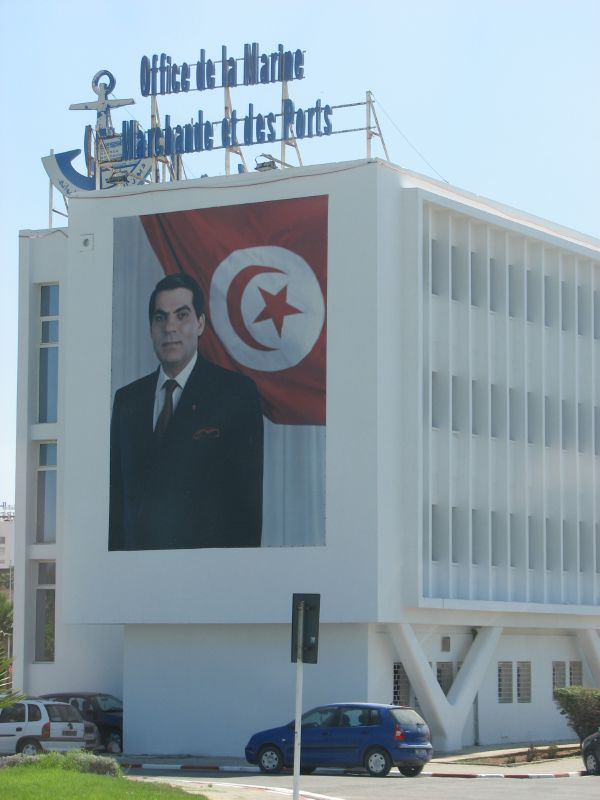
Edificio de la Oficina de Marina Mercante de Túnez en 2006. Durante la dictadura de Ben Ali era común ver grandes fotografías de él en las edificaciones.

A su llegada al poder, Ben Ali prometió inicialmente reformas democráticas. Uno de sus primeros actos al asumir el cargo fue aflojar las restricciones de prensa, y los periódicos tunecinos publicaron por primera vez en años declaraciones de la oposición. En 1988 cambió el nombre del Partido Neo-Destour por Agrupación Constitucional Democrática (RCD), y aprobó enmiendas constitucionales que limitaban el mandato de los Presidentes a cinco años con posibilidad de una sola reelección.
Sin embargo, a pesar del ambiente inicial, las elecciones presidenciales de Túnez de 1989 no fueron muy diferentes a las anteriores. El Partido gobernante consiguió todos los asientos de la legislatura y Ben Ali apareció como candidato único. A pesar de que los partidos políticos opositores eran legales desde 1981, los candidatos necesitaban un mínimo de aprobación de treinta figuras políticas importantes. Dada la dominación absoluta del RCD en la escena política, la oposición descubrió que no podían firmarse sus documentos de nominación. Los años siguientes a la elección de Ben Ali vieron el regreso de las mismas restricciones de la era de Burguiba. Durante mucho tiempo se había esperado que la prensa practicara la autocensura, pero en esta ocasión se convirtió en censura oficial. Las enmiendas a la Ley de Prensa permitieron que el Ministerio del Interior revisara los artículos de todos los periódicos y revistas antes de su publicación.
En 1992, el hermano mayor del presidente, Habib Ben Ali, fue juzgado In Absentia en Francia por blanqueo del producto de tráfico de drogas, en un caso conocido como "Conexión Cuscús". Las noticias francesas fueron bloqueadas por el gobierno tunecino durante el juicio.
En las elecciones de 1994, los partidos opositores lograron un 2,25 % y ganaron 19 de los 163 escaños en el Parlamento, logrando finalmente entrar en la cámara. Sin embargo, Ben Ali no tuvo oposición en las presidenciales debido a que era el único candidato con el apoyo suficiente. La participación en las elecciones fue del 95 %, y Ben Ali obtuvo el 99,91 % de los votos. Para 1999, Ben Ali se convirtió en el primer Presidente de Túnez en tener que enfrentarse a un oponente en las elecciones, después de la derogación del requisito de las treinta figuras políticas unos meses atrás. Sin embargo, ganó un tercer mandato (lo cual ya era inconstitucional, debido a las limitación de dos mandatos que él mismo había impuesto), con un inverosímil 99,45 % de los votos. La oposición denunció fraude masivo.
En 2002 se celebró un controvertido referéndum constitucional, que autorizaba al Presidente a reelegirse perpetuamente, modificando el límite de edad a setenta y cinco años, y estableció un parlamento de dos cámaras, creando la Cámara de Asesores. Estos cambios con el claro objetivo de mantener a Ben Ali en el cargo. De nuevo enfrentándose a las elecciones presidenciales de 2004, Ben Ali volvió a ganar con un 94 % de los votos. El régimen de Ben Ali en Túnez fue acusado de masivas violaciones a los derechos humanos, como la libertad de prensa, destacado por el trato dado al periodista Taoufik Ben Brik, quien fue acosado y encarcelado por sus críticas a Ben Ali. Durante el gobierno de Ben Ali, Túnez generalmente se encontraba cerca de la parte inferior en la mayoría de las clasificaciones de derechos humanos, democracia y libertad de prensa internacionales.

### Política económica
Como presidente, Ben Ali instituyó reformas económicas que aumentaron la tasa de crecimiento de Túnez y la inversión extranjera. Durante su larga administración, el PIB per cápita de Túnez aumentó de 1201 $ en 1986 a 3786 $ en 2008. A pesar de que el crecimiento se redujo en 2002 debido a la sequía y la caída del turismo, comenzó a crecer un 5 % alrededor de 2003. Un informe publicado en julio de 2010 por el Boston Consulting Group listó a Túnez como uno de los "leones" de África y le adjudicó a ocho de estos países el 70 % del PIB del continente. Los constantes aumentos de crecimiento del PIB continuaron a través de relaciones comerciales positivas con la Unión Europea, una industria turística revitalizada y una producción agrícola sostenida. Sin embargo, las expectativas se redujeron con el aumento de la privatización, la inversión extranjera y el déficit comercial, sin mencionar la corrupción gubernamental y la ineficiencia generalizada de las autoridades.
Pese a todo esto, el Informe de Competitividad Global situó a Túnez como el primero de África y el trigésimo segundo a nivel mundial de 139 países encuestados entre 2010 y 2011. Decayó al puesto cuarenta en 2011 debido a la crisis política, y no fue encuestado en 2013. Dejando de lado la prosperidad exterior, Túnez presentó una alta tasa de desempleo entre la población juvenil durante la mayor parte de la dictadura de Ben Ali, y las pequeñas y medianas empresas decayeron, empobreciendo principalmente a la población rural. Tanto esto como el bloqueo de la libertad de expresión fueron detonantes del descontento popular que provocaría el fin del régimen en 2011.
Según un informe de 2014 del Banco Mundial, muchas de las regulaciones adoptadas por el gobierno estaban destinadas a favorecer a un círculo de empresarios cercanos al poder. Tras la caída del régimen, se creó una comisión de investigación que elaboró una lista de 114 personas, entre ellas Ben Ali, sus familiares y sus yernos, que se habían beneficiado de esta corrupción institucionalizada. Entre los bienes incautados figuraban unas 550 propiedades, 48 barcos y yates, 40 carteras de acciones y bonos, 367 cuentas bancarias y unas 400 empresas. Los expertos de la comisión estiman el valor del paquete en 13.000 millones de dólares, es decir, más de una cuarta parte del PIB de Túnez en 2011.

### Relaciones exteriores

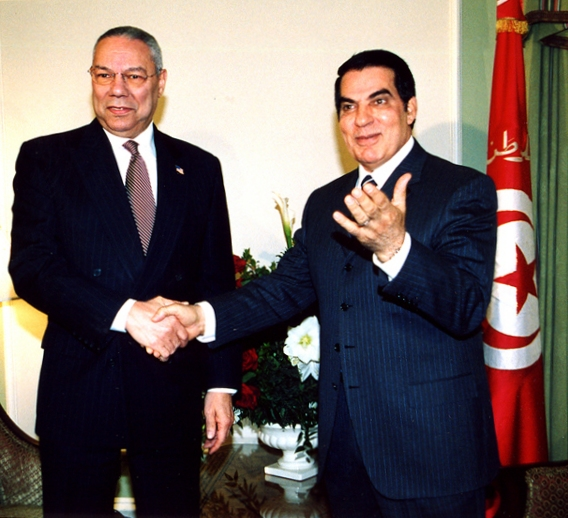
Ben Ali en 2004, tras su tercera reelección, con Colin Powell, Secretario de Estado de los Estados Unidos entre 2001 y 2005.

Durante la larga dictadura de Ben Ali, Túnez mantuvo una política exterior moderada que promovía la solución pacífica de los conflictos. Túnez tomó como enfoque contribuir al establecimiento de la paz definitiva en Oriente Medio y África en general, siendo sede del primer diálogo entre Estados Unidos y la Autoridad Nacional Palestina, apoyando especialmente la causa Palestina. Como anfitrión de la Organización para la Liberación de Palestina, entre 1982 y 1993, el gobierno de Ben Ali trató de moderar los puntos de vista de dicha organización. Túnez, desde 1990, pidió un esfuerzo internacional "concertado" para acabar con el terrorismo. También fue un socio clave de los Estados Unidos a la hora de combatir el terrorismo islámico a través de la Iniciativa Transahariana de Lucha contra el Terrorismo.
Ben Ali retuvo la mayoría de las políticas prooccidentales de su predecesor, a pesar de que mejoró sus lazos con el mundo árabe-musulmán. Tomó varias iniciativas para promover el diálogo, la solidaridad, y la cooperación entre las naciones. Ben Ali inició la creación del Fondo Mundial de Solidaridad de las Naciones Unidas para erradicar la pobreza y promover el desarrollo social basado en la experiencia exitosa del Fondo de Solidaridad de Túnez. También desempeñó un papel importante cuando las Naciones Unidas proclamaron el año 2010 como "el Año de la Juventud".
El régimen de Ben Ali también fomentó la organización de la Unión del Magreb Árabe, que incluía tanto a Túnez como a Argelia, Marruecos, Mauritania y Libia. Esta última por ese entonces era la Gran Yamahiriya Árabe Libia Popular Socialista, bajo el liderazgo de Muamar el Gadafi, que sería derrocado también en 2011 en el marco de la Primavera Árabe. Ben Ali normalizó las relaciones con la dictadura de Gadafi, muy tensas durante la administración anterior, al llegar al poder.
Debido a la reticencia de Ben Ali y su gobierno a salir del poder y establecer una verdadera democracia en Túnez, junto a su tolerancia a dictaduras vecinas y en el resto de África, hubo una gran repercusión de ello en sus relaciones internacionales. Su gobierno era considerado autoritario y antidemocrático por grupos internacionales independientes de derechos humanos, tales como Amnistía Internacional, Freedom House y Protección Internacional. Se criticó a las autoridades tunecinas por no respetar las normas internacionales de derechos políticos e interferir en el trabajo local de las organizaciones humanistas dentro del país. El índice de democracia de The Economist de 2010 calificó a Túnez como "régimen autoritario" con el puesto 144.º de 167 países encuestados. Previamente, en 2008, había cargado con el puesto 143.º de  173. Desde 2012, Túnez ostenta el puesto 57.º, pasando a ser considerado "democracia defectuosa".

## Derrocamiento

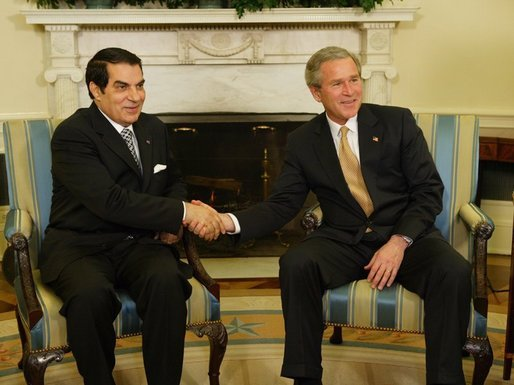
Reunión entre George W. Bush, entonces Presidente de los Estados Unidos, y Ben Ali en febrero de 2004.

Ben Ali fue reelecto por última vez, para un quinto mandato, el 25 de octubre de 2009, con un 89,62 % de los votos. La Unión Africana envió un grupo de observadores para cubrir las elecciones. La delegación, encabezada por Benjamin Bounkoulou, describió las elecciones como "libres y justas". Sin embargo, un portavoz del Departamento de Estado de los Estados Unidos indicó que el gobierno tunecino no había autorizado observadores internacionales para cubrir las elecciones, aunque aclaró que los Estados Unidos todavía estaban comprometidos a mantener relaciones con el régimen de Ben Ali. Durante las elecciones se registraron maltratos contra un candidato de la oposición.
El quinto y último mandato de Ben Ali se caracterizó por el aumento del paro, cercano al 15 %, una fuerte corrupción como en los anteriores, y un empeoramiento poco habitual de la situación económica. El viernes 17 de diciembre de 2010, Mohamed Bouazizi, de 26 años, se quemó a lo bonzo en la localidad turística de Sidi Bouzid para denunciar abusos administrativos, después de que la policía le confiscara las frutas y legumbres que vendía en la calle, con el argumento de que carecía del permiso para esa actividad. A partir de ese día empezaron las revueltas sociales que fueron protagonizadas por jóvenes que gritaban consignas contra el gobierno, lanzaban cócteles molotov y se enfrentaban a pedradas con la policía. Los sitios que más daño recibieron por parte de manifestantes durante las protestas fueron las sucursales bancarias, las sedes de organismos oficiales, y las comisarías.
Inicialmente, el 28 de diciembre, Ben Ali criticó las protestas en su contra, alegó que se trataba de extremistas islámicos y culpó a los medios occidentales por pasar información difamatoria y falsa y haber provocado la desobediencia civil. Sus alegatos no fueron escuchados y las protestas continuaron. Para el miércoles 12 de enero, con Ben Ali todavía en el poder, las autoridades habían reconocido veintiún muertes y cientos de detenciones. No obstante, la Federación Internacional de Derechos Humanos (FIDH) aseguraba que tenía identificados a sesenta y seis muertos a causa de los disturbios. La policía reprimió las manifestaciones con dureza, lo cual solo enardeció y recrudeció las protestas.

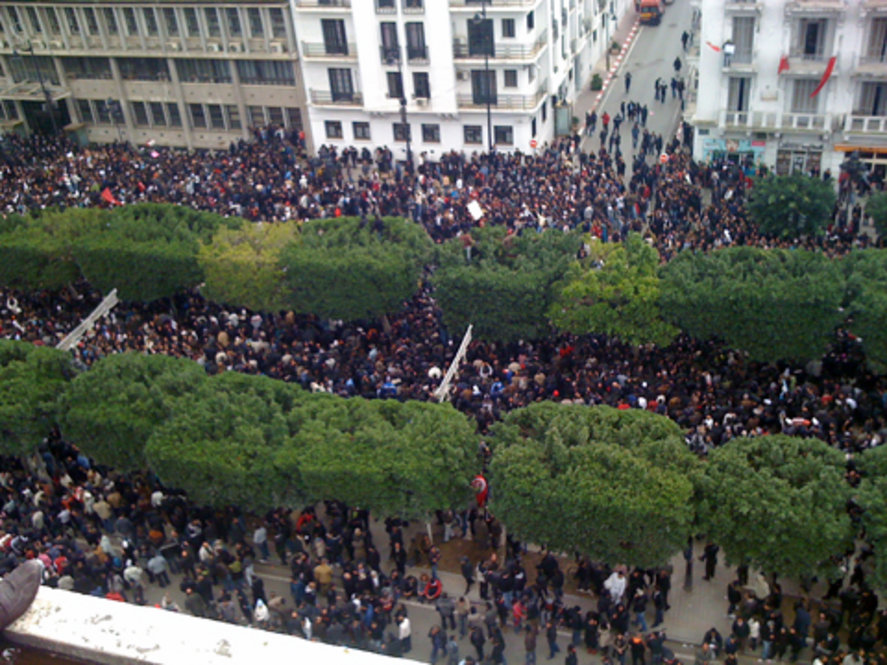
Multitudinaria protesta frente al Ministerio del Interior exigiendo la renuncia de Ben Ali el 14 de enero.

Entre 10 y el 13 de enero, Ben Ali prometió varias veces que se marcharía al culminar su último mandato en 2014, y que permitiría la libre participación de la oposición en las elecciones, sin modificar la constitución pero respetándola fielmente. Los manifestantes, sin embargo, no lo escucharon y la violencia aumentó notablemente entre los días 12 y 14. Ese mismo día, en respuesta a estas manifestaciones, Ben Ali declaró el estado de emergencia, asegurando el adelanto de las elecciones a los próximos seis meses si los disturbios cesaban. Esto no ocurrió, ya que ahora los manifestantes exigían la renuncia inmediata de Ben Ali, la convocatoria a elecciones libres, y la reforma de la constitución.
Ben Ali para entonces ya había perdido la confianza de sectores clave de su gabinete y de las fuerzas armadas, por lo que el mismo 14 de enero, a las 16:00 horas, presentó su renuncia a la presidencia y dejó como jefe de Estado interino a su primer ministro Mohamed Ghannouchi, huyendo del país hacia Jeddah, Arabia Saudita con su familia ese mismo día. El avión presidencial inicialmente se dirigió a Francia, pero el gobierno francés se negó a recibir al dictador depuesto. Otros familiares y socios de la familia Ben Ali intentaron huir de Túnez a través del Aeropuerto Internacional de Túnez-Cartago, pero fueron detenidos por las autoridades. En 2022 fueron reveladas grabaciones de llamadas telefónicas de Ben Ali, hechas desde el avión en el cual huyó de Túnez, a sus subalternos.
El gobierno interino de Ghannouchi declaró, dos horas después de la renuncia de Ben Ali, que el presidente se había tomado «un descanso temporal debido a problemas de salud» y que el primer ministro asumiría las funciones presidenciales. Sin embargo, esta disposición duró muy poco tiempo, pues en las primeras horas del 15 de enero, la Corte Constitucional de Túnez dictaminó que el retiro de Ben Ali era permanente, y que la presidencia era, de hecho, vacante, declarando inconstitucional el arreglo con Ghannouchi. Ese mismo día el presidente del Parlamento, Fouad Mebazaa, fue nombrado Presidente Constitucional interino de la República.

## Exilio y condenas
Después de su derrocamiento, Ben Ali huyó con su familia hasta Yeda, Arabia Saudita, donde permanecieron hasta la muerte de este en 2019. El 26 de enero de 2011, el gobierno interino de Túnez emitió una orden de detención internacional contra Ben Ali para acusarlo de enriquecimiento ilícito. Varios vídeos demostraron que el presidente escondía dinero y joyas en la casa de gobierno. El dinero fue distribuido entre el pueblo por el nuevo gobierno más adelante. El gobierno de Suiza anunció el congelamiento de las cuentas de Ben Ali y su familia, que contenían millones de dólares. La Interpol emitió una orden de arresto contra Ben Ali y su esposa Leila el 28 de enero.
Después de su huida de Túnez, Ben Ali y su esposa fueron juzgados in absentia por su presunta participación en algunas de las empresas más grandes del país durante sus veintitrés años y medio de gobierno, siendo condenados a treinta y cinco años de prisión el 20 de junio de 2011. El veredicto también incluyó una multa de 91 millones de dólares contra Ben Alí. Este veredicto fue tomado como una farsa por algunos tunecinos insatisfechos con el proceso, y como una broma por el abogado de Ben Ali. La sentencia tuvo efecto inmediato, pero Ben Ali y su mujer se refugiaron en Arabia Saudita, y el gobierno saudí se negó a responder a los pedidos de extradición del gobierno tunecino.

## Fallecimiento
En septiembre de 2019 el abogado de Ben Ali comunicó el fallecimiento de este, que habría acontecido el 19 de septiembre en Yeda, Arabia Saudí.

## Familia
Ben Ali estuvo casado con Na'ima el-Kafy entre 1964 y 1988, cuando se divorció para casarse con Leila Trabelsi, haciéndolo en 1992. Tanto él como su esposa están acusados de graves delitos de corrupción, lo cual fue un importante aliciente para la revolución que lo echó del poder en 2011. Leila y su familia de diez hermanos han sido percibidos como corruptos por la población tunecina, acusados de adueñarse, ilegalmente, de fondos públicos mediante sus influencias, y utilizar luego dichos fondos en negocios privados. El libro La regente de Carthage (La regenta de Cartago) describe casos de corrupción protagonizados por ella y sus familiares directos, aprovechando su poder e influencia en la política para acaparar fondos estatales para fines personales, comprar con estos diversas empresas (desde servicios de telefonía hasta industrias de pesca) y enriquecerse mediante estas empresas, acusadas de financiarse con dinero del presupuesto nacional. De acuerdo con Le Monde Diplomatique, Leila Ben Ali simboliza la «codicia enorme» de la familia presidencial por la insistencia de Trabelsi en convocar a sus hermanos y primos para participar en toda clase de negocios, evadiendo las leyes tunecinas y apoyándose en la influencia de Leila Trabelsi. Un cable estadounidense filtrado por WikiLeaks describe cómo el embajador estadounidense Robert F. Godec reportaba a su gobierno haber escuchado a menudo el modo feroz en que se criticaban la falta de instrucción formal de Leila Ben Alí, su bajo nivel social y su elevado nivel de codicia y despilfarro. 
Durante las protestas entre diciembre de 2010 y enero de 2011 en Túnez, los manifestantes atacaron bienes que creían propiedad de la familia de Leila Ben Alí. El diario Le Monde ha publicado revelaciones de que Leila Trabelsi sacó 1500 kilogramos de oro en barras del Banco central de Túnez (casi el 20 % de las reservas nacionales) poco antes de huir del país, aunque las autoridades tunecinas lo negaron.

## Sucesión
| Predecesor: Habib Bourguiba | Presidente de Túnez 7 de noviembre de 1987-14 de enero de 2011 | Sucesor: Mohamed Ghannouchi (Interino) |
| Predecesor: Rachid Sfar     | Primer ministro de Túnez 2 de octubre-7 de noviembre de 1987   | Sucesor: Hédi Baccouche                |